# Hörder Bergwerks- und Hütten-Verein
Die Hörder Bergwerks- und Hütten-Verein, kurz Hörder Verein, war ein Montanunternehmen in Dortmund. Seit der Fusion des Unternehmens mit der Phoenix AG war der Standort als Phoenix-Werke mit den Betriebsteilen Phoenix-Ost und Phoenix-West bekannt.

## Geschichte
Der 1852 entstandene Hörder Bergwerks- und Hütten-Verein umfasst zunächst die im Jahr 1839 vom Iserlohner Fabrikanten Hermann Diedrich Piepenstock gegründete Hermannshütte im Osten des Dortmunder Stadtteils Hörde (Betriebsteil Phoenix-Ost). Hier wurde Roheisen weiterverarbeitet.

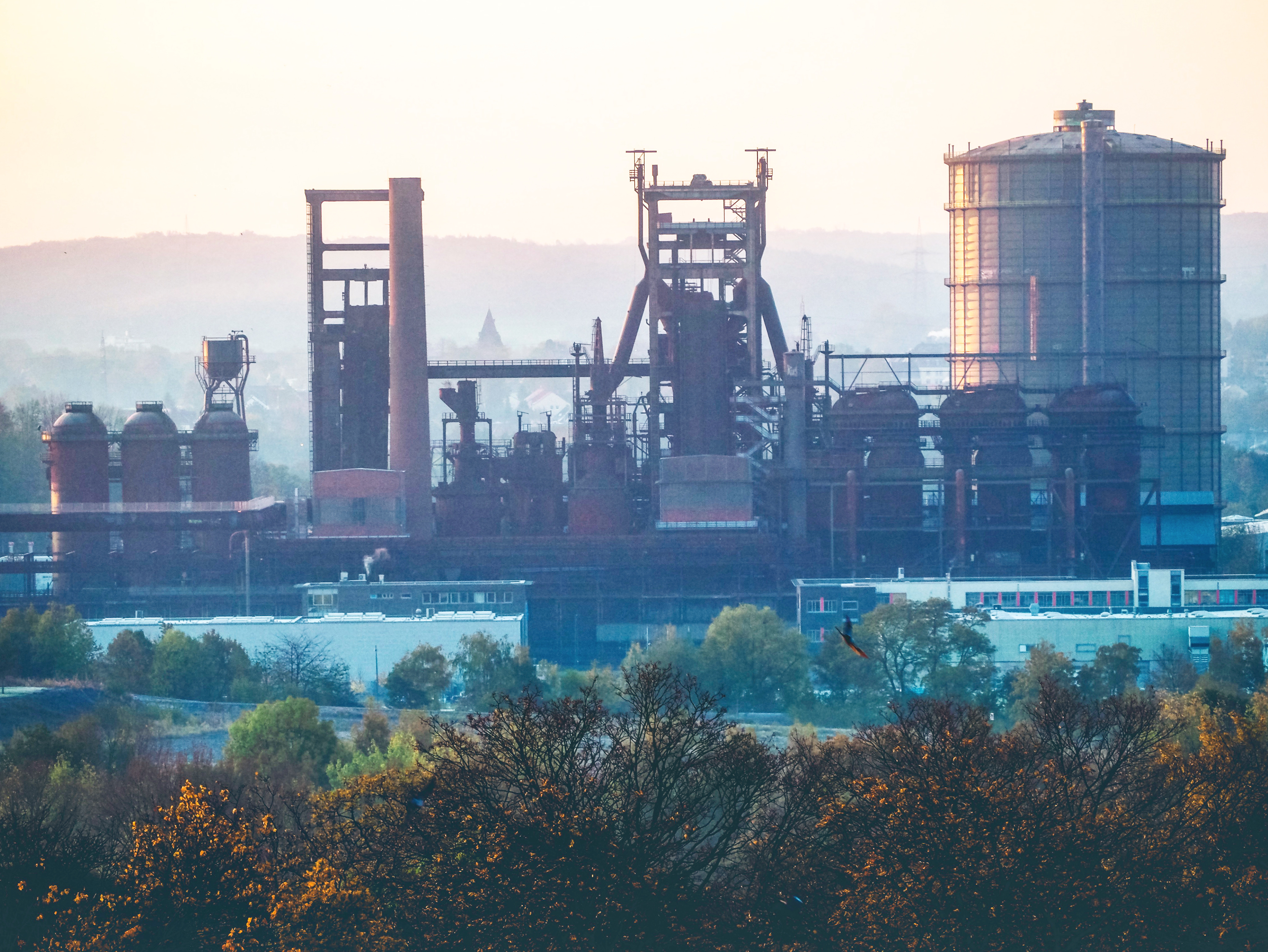
Hochofen mit Gasometer Phoenix-West

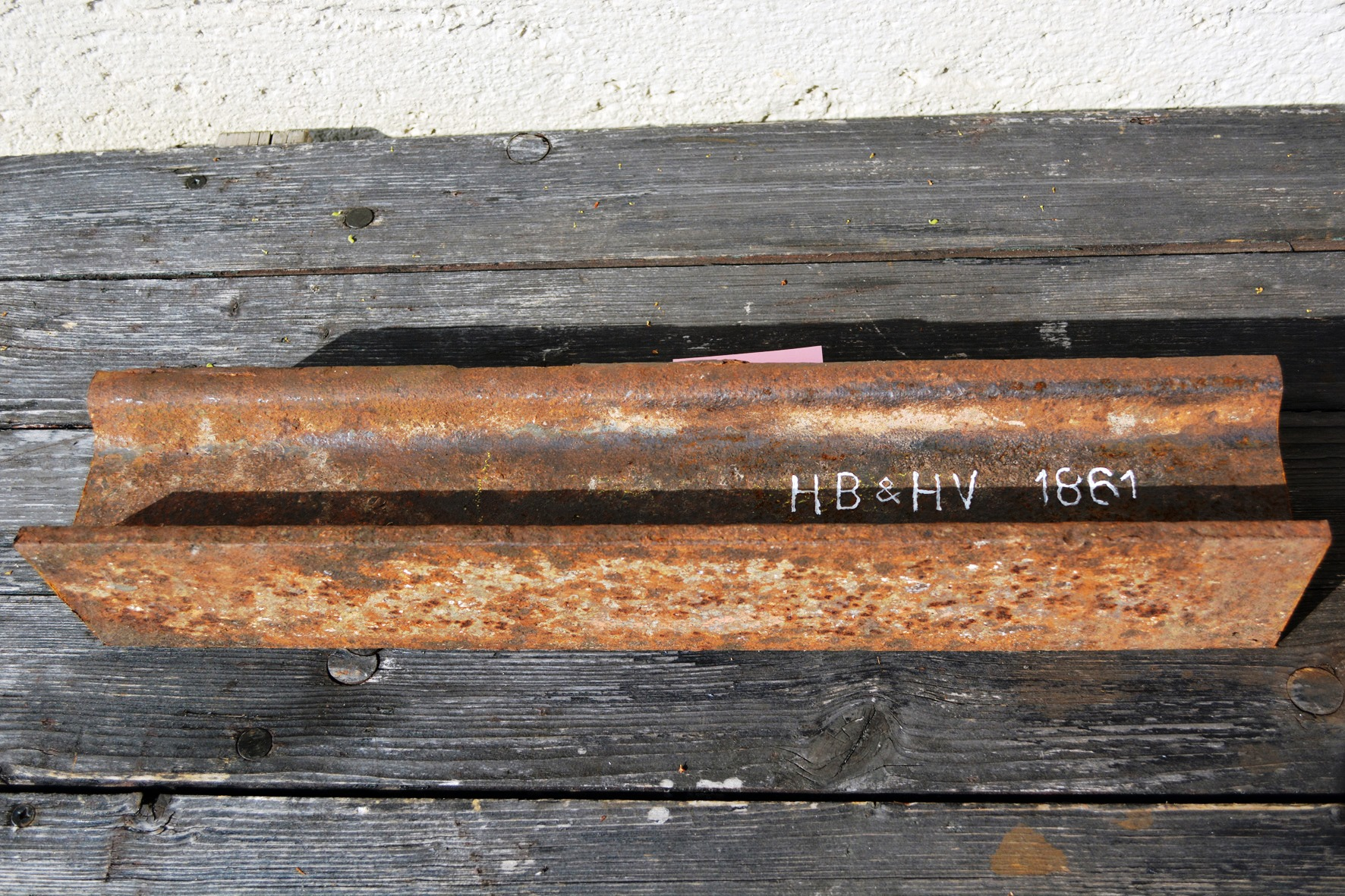
Eisenbahnschiene Puddelstahl HB & HV 1861 im Bayerischen Eisenbahnmuseum in Nördlingen.

### Roheisenbasis

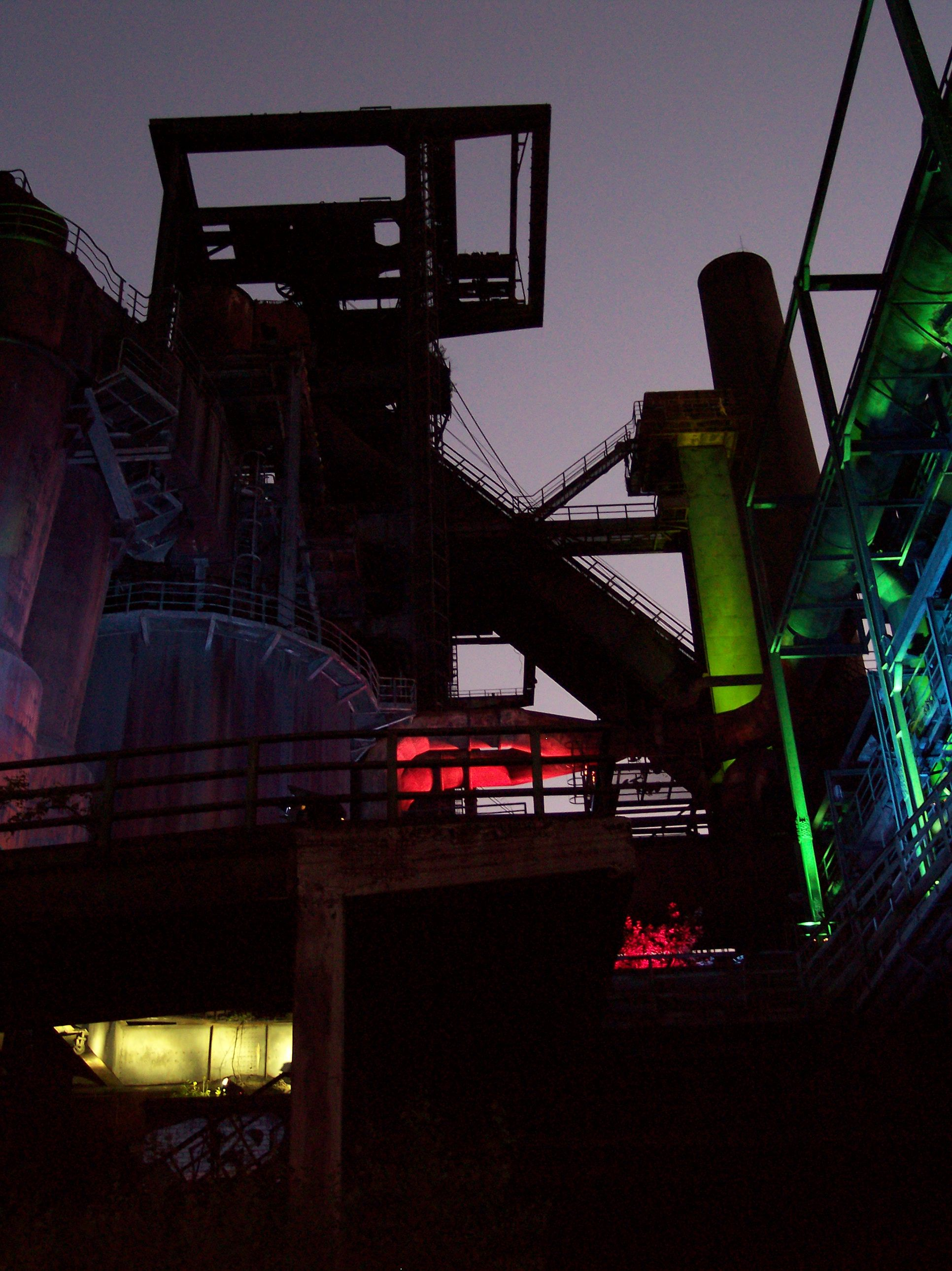
Das Hochofenensemble im West-Bereich des Werkes während der Extraschicht.

Westlich der Stadt Hörde wurde nach der Gründung des Hörder Vereins im Jahr 1852 mit dem Bau eines ersten Hochofenwerkes begonnen (der später Phoenix-West genannte Betriebsteil). Der Hörder Verein ist damit eines der ersten Hüttenunternehmen des Ruhrgebiets, in dem neben der Stahlproduktion und der Weiterverarbeitung auch die vorgelagerte Produktionsstufe der Roheisenerzeugung realisiert wurden. Der erste Hochofen wurde im Jahr 1854 angeblasen. Drei weitere folgten bald, sodass 1855/1856 mit rund 1200 Arbeitern im Hochofenwerk jährlich 22.750 Tonnen Roheisen erzeugt werden konnten – insgesamt arbeiteten circa 2100 Arbeiter beim Hörder Verein. Ab 1864 erfolgte der Umstieg auf das Bessemer-Verfahren, welches 1856 in England patentiert worden war. Bis 1870 steigerte man die Roheisenmenge auf 58.000 Tonnen jährlich. Das Erz wurde zum Teil in einer eigenen Eisensteingrube abgebaut.

### Thomas-Stahlwerk

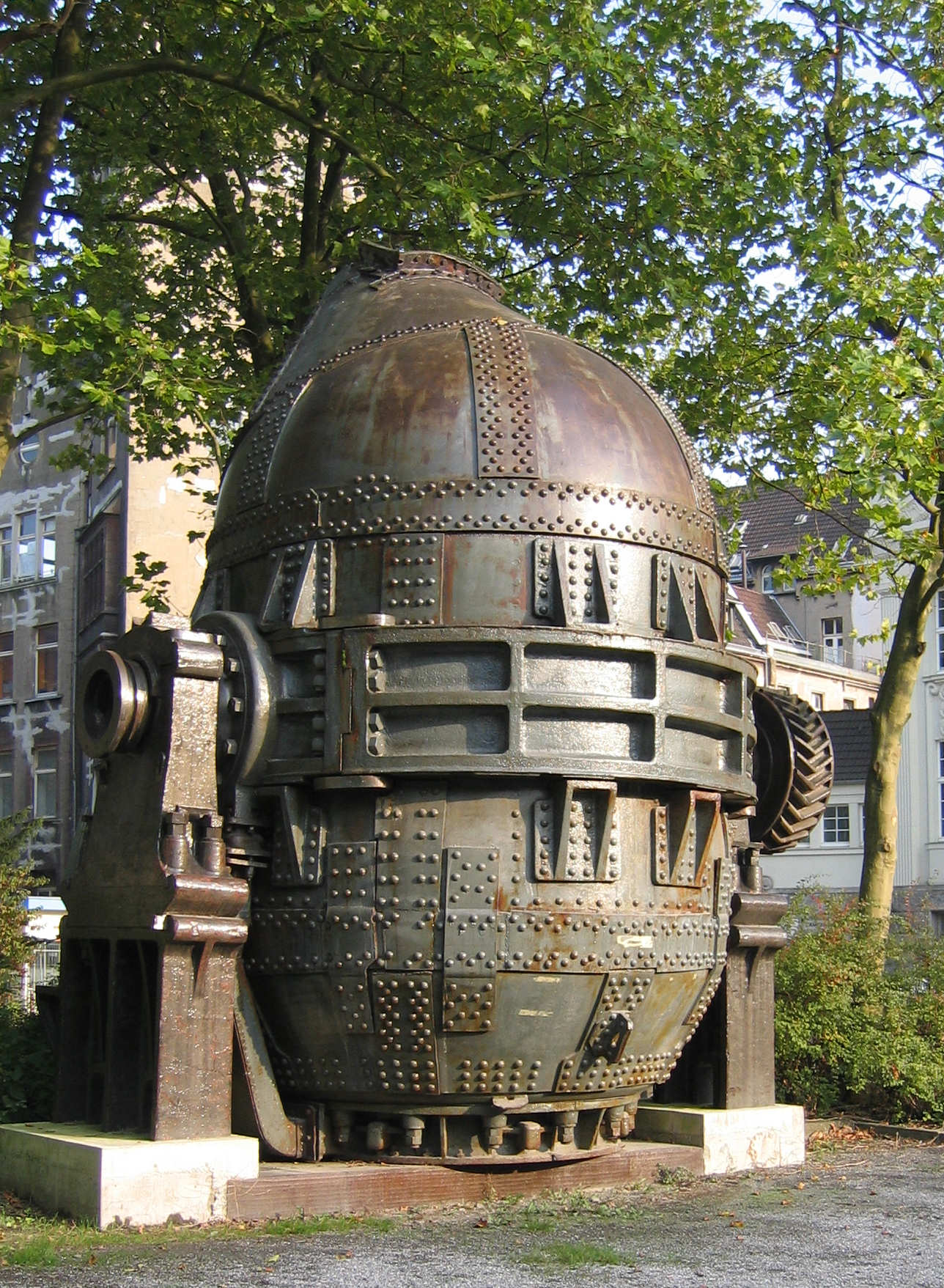
Thomas-Birne des Stahlwerks Phoenix-Ost, hier noch am alten Standort westlich der Hörder Burg

Im Jahr 1879 gelang es Gustave Léon Pastors, Technischer Direktor der Rheinischen Stahlwerke (RSW), und Josef Massenez, Direktor des Hörder Bergwerks- und Hüttenvereins, sowohl für die RSW als auch für den Hörder Verein, der schon seit 1864 nach dem Bessemer-Verfahren arbeitete, als erste auf deutschem Zollgebiet eine Lizenz von Sidney Gilchrist Thomas für das neue Thomas-Verfahren zu erwerben. Das 1880 errichtete Thomas-Stahlwerk mit vier 8t-Konvertern konnte durch die Verwendung einer langgestreckten Gießgrube (anstelle der üblichen runden Anordnung) 30.000 Tonnen/Monat (im Jahr 1902) erblasen. Die zuvor im Bessemer-Werk des Bochumer Vereins eingeführte längliche Anordnung entkoppelte den Blas- und Gießprozess zeitlich, so dass die Thomaskonverter nahezu kontinuierlich im Betrieb gehalten werden konnten. Bei der damals üblichen runden Gießgruben-Anordnung begrenzte die beschränkte Gießgeschwindigkeit mit dem zentralen Gießkran die Konverterleistung.
Die Thomasstahlerzeugung selbst, aber auch die Verteilung von Unterlizenzen führte während der Laufzeit des Patentschutzes in den nächsten 15 Jahren zu einer rasanten Unternehmenssteigerung.

### Weiterer Ausbau
1882 wurde außerdem ein Martinstahlwerk mit drei 10-t-Öfen errichtet, ein neues Walzwerk für Schienen, Schwellen und Halbzeug sowie ein Bandagenwalzwerk errichtet und die Hochofenanlage erweitert, so dass die Roheisenleistung im Jahr 1885/1886 auf 106.500 Tonnen gesteigert werden konnte. Der erste Roheisenmischer Europas, der 1890 in Hörde errichtet wurde, ermöglichte es, das Roheisen des Hochofenwerkes ohne Umschmelzen direkt in den Konvertern weiterzuverarbeiten, was aufgrund der räumlichen Trennung von Hochofenwerk (West) und Stahlwerk (Ost) zuvor kaum möglich war. 1896/1897 wurde zusammen mit Hoesch die Minette-Grube „Reichsland“ erworben, um die eigene Erzbasis zu verbreitern.
Um die Jahrhundertwende wurde das Hochofenwerk abermals modernisiert, so dass man eine Jahresleistung von 330.000 Tonnen Roheisen erreichte – mittlerweile mit 5000 Arbeitern sowie 1800 Kumpeln auf den unternehmenseigenen Zechen Schleswig und Holstein.
1906 betrug die Produktion jährlich bereits 500.000 Tonnen mit 6200 Mitarbeitern. Der Hörder Verein fusionierte mit der in den 1850er Jahren gegründeten Phoenix AG für Bergbau und Hüttenbetrieb, einem der damals größten deutschen Montanunternehmen. Die Phoenix AG verlegte auch ihren Hauptsitz 1908 an den Hörder Standort und blieb dort bis 1921/22, als eine neue Verwaltung in Düsseldorf aufgebaut wurde.
Die Entwicklung des Hochofenwerkes war in dieser Zeit durch technologische Pionierentwicklungen geprägt: Neben dem 1890 eingeführten Roheisenmischer wurde 1898 die weltweit erste Großgasmaschine zur direkten energetischen Verwertung des beim Hochofenprozess entstehenden Gichtgases eingesetzt.
In den Folgejahren und -jahrzehnten wurde die Arbeitsteilung der benachbarten Industriestandorte weiter ausgebaut. Während Phoenix-West als Heimstatt von Hochofenanlagen sowie Kokereien und Nebengewinnungsanlagen diente, erfolgte auf Phoenix-Ost in Stahl- und Walzwerken die Weiterverarbeitung des Roheisens zu marktfähigen Produkten. Die beiden industriellen Standorte wurden durch die Eliasbahn, einer Werkbahntrasse mitten durch den Stadtteil Hörde, miteinander verbunden. Das flüssige Roheisen wurden in Torpedowagen zwischen den beiden Standorten transportiert.
Bis zum Zweiten Weltkrieg standen bis zu sieben Hochöfen parallel in Produktion.
1926 ging der Hörder Bergwerks- und Hüttenverein, der die beiden Standorte Phoenix West und Ost bis dahin betrieben hatte, zusammen mit anderen Montanunternehmen in der Vereinigte Stahlwerke AG auf, die bis zum Ende des Zweiten Weltkriegs existierte. Ab Dezember 1936 beteiligte sich der Hörder Bergwerks- und Hütten-Verein als Gründungsmitglied an der Gelsenberg-Benzin AG, die ab 1939 synthetische Kraftstoffe aus Steinkohle herstellte.
Während des Nationalsozialismus existierte von September 1944 bis März 1945 ein Außenlager des KZ Buchenwald auf dem Werksgelände der Dortmund-Hörder Hüttenverein AG. Im Gebäude an der Huckarder Straße 111 waren zwischen 400 und 650 Mädchen und junge Frauen, vorwiegend Russinnen und Polinnen, interniert, die zu Zwangsarbeit in der Geschossfabrik Huckarder Straße / Rheinische Straße herangezogen wurden.
Nach dem Zweiten Weltkrieg ging der Hörder Verein 1951 im Zuge der Neuordnung der deutschen Eisen- und Stahlindustrie in der Dortmund-Hörder Hüttenunion AG auf, die im Jahr 1966 von der Hoesch AG übernommen wurde.

### Niedergang
1992 folgte eine feindliche Übernahme durch die Krupp AG, mit der der Niedergang der Stahlära in Dortmund eingeleitet wurde. Die Fusion von Krupp und der Thyssen AG 1999 besiegelte das Ende durch die Entscheidung für den rheinnahen Standort in Duisburg und gegen den in Dortmund.
Die Anzahl der betriebenen Hochöfen betrug nach dem Zweiten Weltkrieg noch fünf. Im Rahmen des allgemeinen Niedergangs der Stahlindustrie an den rheinferneren Standorten des Ruhrgebietes reduzierte sich der Hochofenbetrieb in den 1980er Jahren auf drei, in den 1990er Jahren – vor der endgültigen Aufgabe des Standortes Phoenix West (1998) – auf nur noch einen Hochofen. Nach dem Hochofen wurde zuletzt das Stahlwerk 2001 geschlossen.
Vor der Stilllegung galt Phoenix-West als schnellstes Eisenwerk Europas, gerechnet von Abstich zu Abstich.

## Standorte

### Phoenix Ost
1963 wurde auf Phoenix-Ost das Oxygenstahlwerk in Betrieb genommenen, das das alte Thomasstahlwerk ersetzte. Als Hörder Fackel wurde umgangssprachlich der in den 1970er Jahren gebaute Zentralkamin der Anlage bezeichnet. 
Die Kapazitäten des Oxygenstahlwerks wurden durch größere Konverter im Laufe der Jahre erheblich gesteigert. Um die Abluft der Entstaubungsanlagen möglichst weit über das Land zu verteilen, wurde ein in seiner Art einmaliger, 98 Meter hoher Schornstein in Form einer Röhre aus Stahlbeton errichtet, in dem drei stählerne Rohre (eines von jedem Konverter) verliefen, die am oberen Ende aus der Stahlbetonröhre hervortraten. Die Höhe des Kamins war wegen der Lage des Stahlwerks im Emschertal erforderlich, gleichzeitig wurde sie so gewählt, dass auf eine aufwändige Befeuerung verzichtet werden konnte. Neben der Verteilung der Abluft diente die Hörder Fackel zum kontrollierten Verbrennen des bei der Stahlerzeugung anfallenden Konvertergases, soweit dieses keiner Nutzung zugeführt werden konnte. Die hierbei entstehende, oft mehrere Meter hohe Flamme an der Spitze des Kamins gab dem Bauwerk seinen Namen.
Die Hörder Fackel war bei Tag und Nacht weithin sichtbares Symbol für die Stahlindustrie in Hörde und galt als wichtige Landmarke im Süden Dortmunds. Nach der Stilllegung von Phoenix-Ost versuchte das Hörder Stadtbezirksmarketing den Abriss der Fackel zu verhindern und strebte an, sie als Wahrzeichen und Erinnerung an Hördes industrielle Vergangenheit am Ufer des zukünftigen Phoenix-Sees zu erhalten. Die Stadt Dortmund unter Oberbürgermeister Gerhard Langemeyer war jedoch strikt gegen eine Erhaltung. Das Bauwerk hätte wegen seiner optischen Erscheinung und Präsenz möglicherweise die Vermarktung der Baugrundstücke am Phoenix-See behindert, da die Zielgruppe den Anblick eines Relikts der Schwerindustrie in direkter Nachbarschaft als abstoßend empfinden könnte. Die Hörder Fackel wurde am 24. Januar 2004 gesprengt.
Nachdem der Standort Phoenix-Ost am 23. April 2001 stillgelegt wurde, bekamen chinesische Kooperationspartner von Thyssenkrupp Angang Steel den Zuschlag, sich aus dem Gelände jegliche gewünschte Ausrüstung herauszuholen. Die Chinesen ließen jedoch den Zustand aller Maschinen von einem chinesischen Maschinenbau-Professor auf die vermutete nutzbare Restzeit einschätzen, um zu ermitteln, ob ein Abbau oder Transport jeder einzelner Einrichtung lohnen werde. Ausrüstung, die nicht noch mindestens weitere Jahre in China würde verlässlich genutzt werden können, wurde aus dem Werk Phoenix-Ost erst gar nicht ausgebaut. Die Chinesen ließen in der Folge dieser Bewertungen weitaus mehr Maschinen und Einrichtungen zurück, als TK es zuvor eingeschätzt hatte. Da die Erwerber zur Beseitigung der Einrichtungen nicht verpflichtet worden waren, hatten diese Entscheidungen weitere Abbau- und Entsorgungskosten auf Seiten von Thyssenkrupp in Millionenhöhe zur Folge, bevor zuletzt der Gebäudeabbruch beginnen konnte.
Seit 2010 befindet sich auf dem Gelände Phoenix-Ost der Phoenix-See mit neu entstehender Randbebauung. Einzelne Gebäude des Stahlwerkes im westlichen Randbereich wurden erhalten. So die Hörder Burg, ein Magazingebäude und die Tull-Villa.

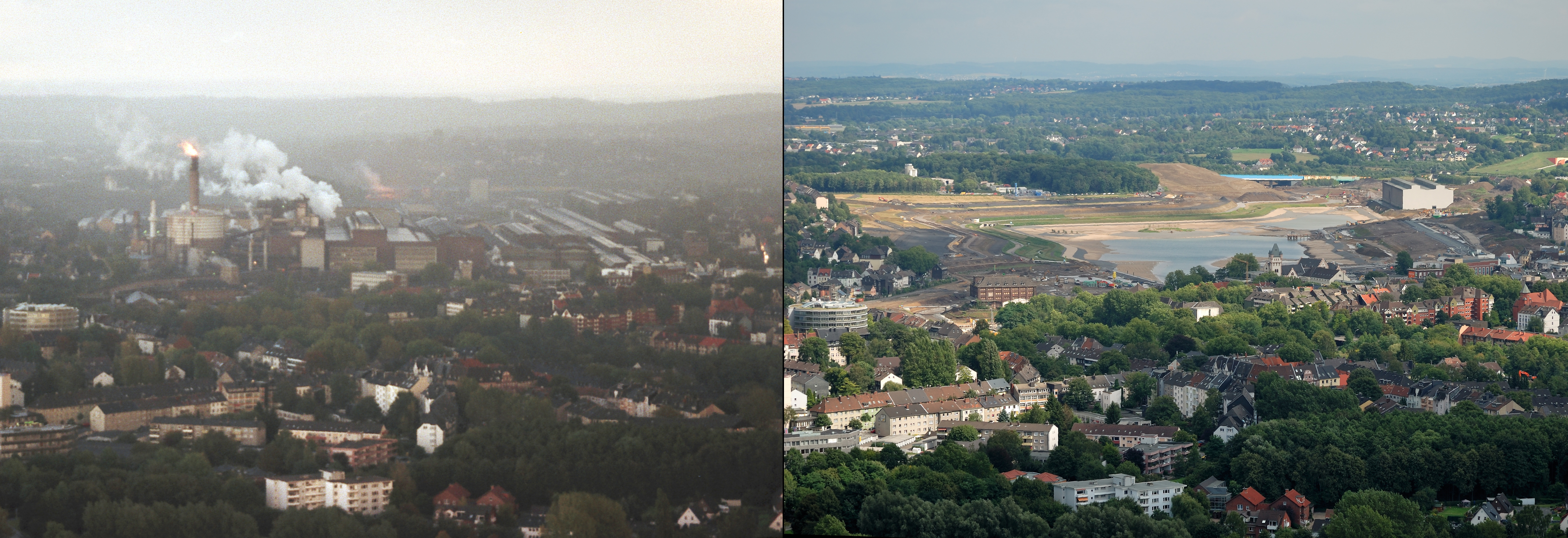
Blick auf Phoenix-Ost vom Florianturm. Links das Stahlwerk im Juli 2000, rechts das geräumte Areal im August 2010
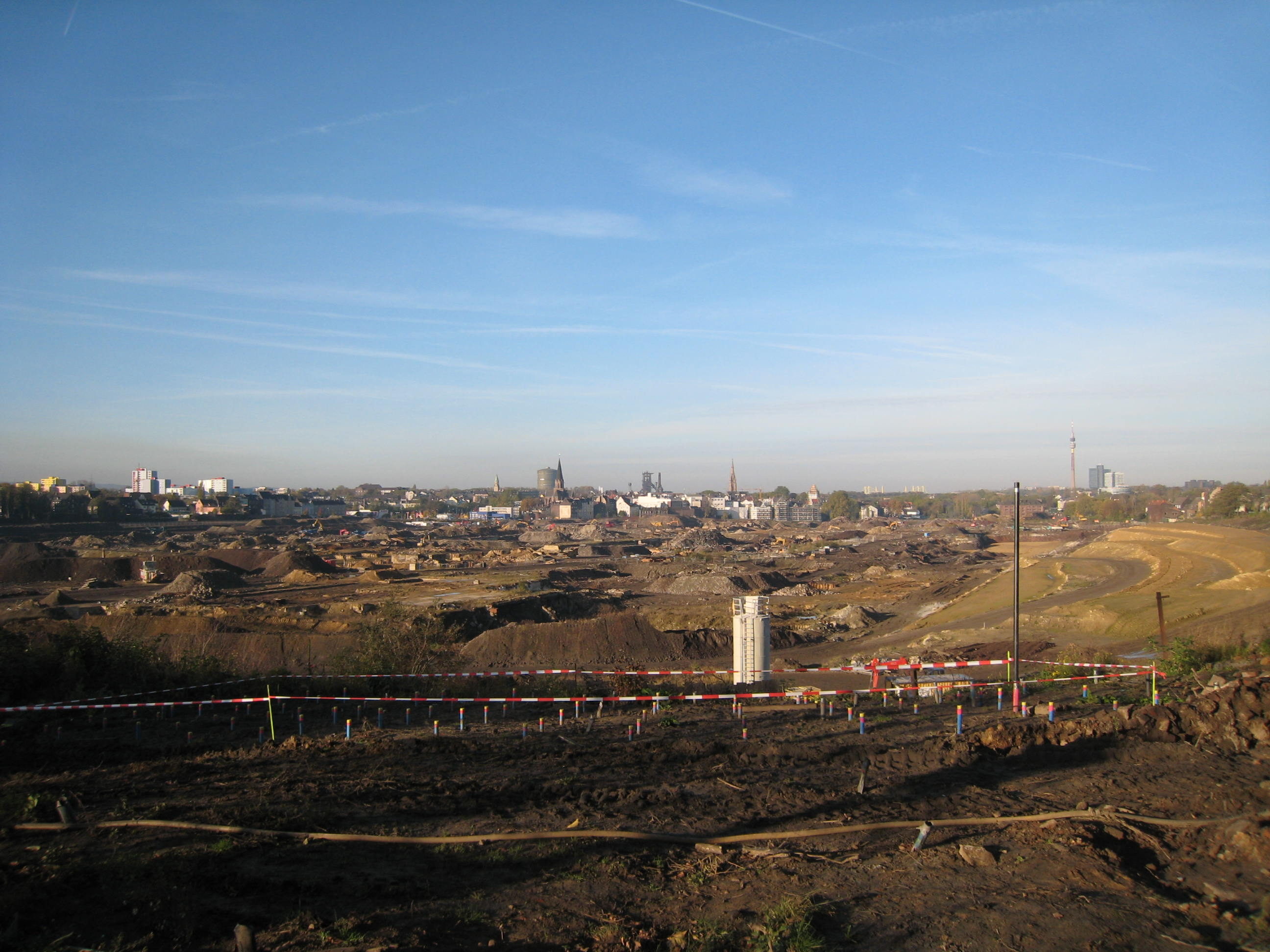
Blick über Phoenix-Ost im Oktober 2008
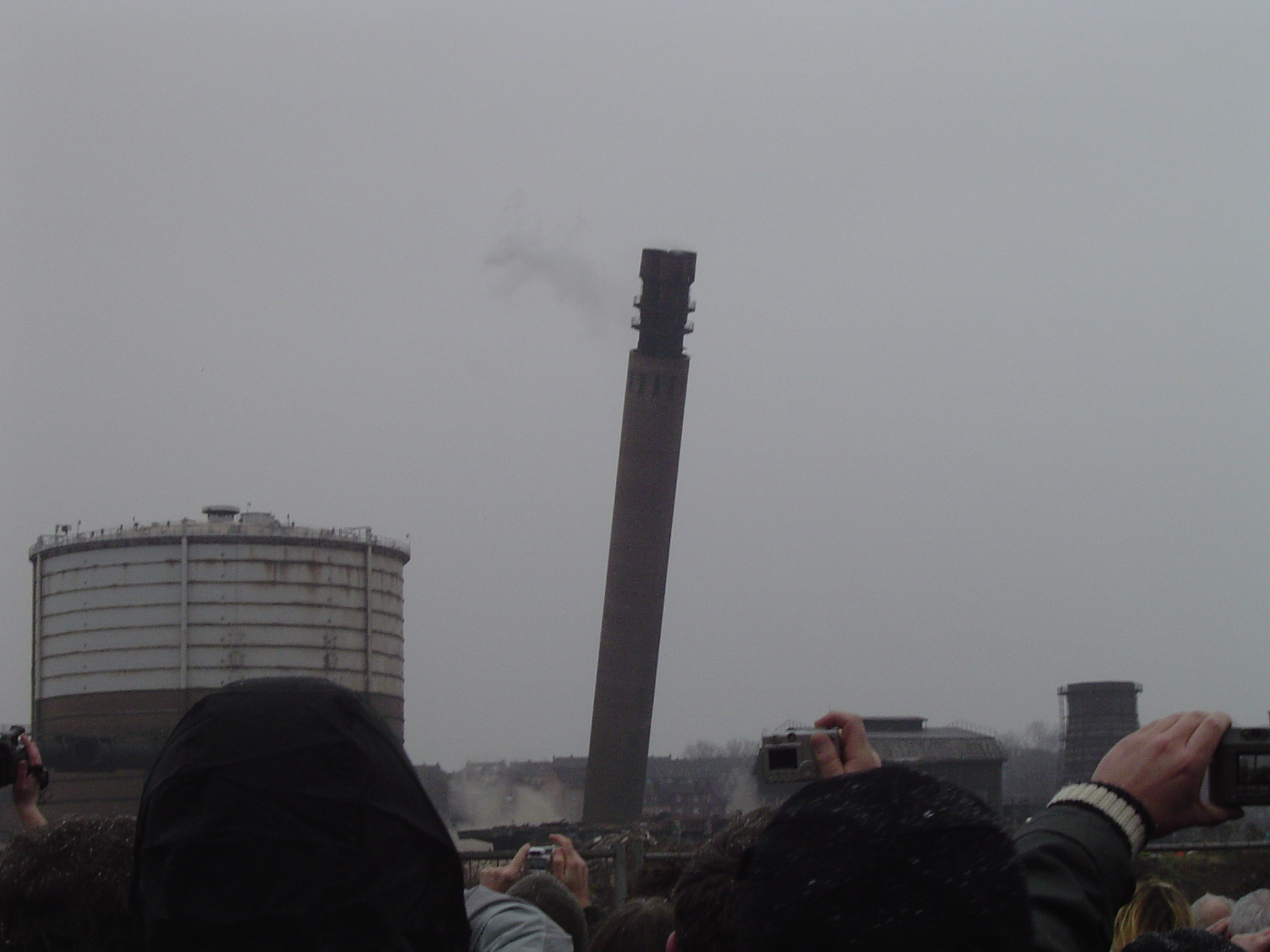
Sprengung der „Hörder Fackel“ am 24. Januar 2004

### Phoenix West
Das Werk war 1981 einer der Drehorte des Films Jede Menge Kohle von Adolf Winkelmann.
Auf dem Gelände Phoenix-West stürzte am 24. Dezember 2010 aufgrund von großer Schneelast die denkmalgeschützte, ehemalige Gasgebläsehalle ein. Auf einer Länge von gut 100 Metern brach das Dach der Stahlfachwerkkonstruktion und riss Teile der Fassade mit in die Tiefe. Menschen kam bei dem Unglück nicht zu Schaden.
Die Anlage Phoenix-West mit Hochofen 5 wurde mit dem „Hörder Skywalk“ 2011 im Rahmen von Führungen für Besucher zugänglich gemacht. Die Nachnutzung des verbliebenen Außengerüsts von Hochofen 6 ist noch nicht endgültig entschieden.
Das Hochofenwerk Phoenix-West ist als Baudenkmal in die Denkmalliste der Stadt Dortmund eingetragen.
Als Nachnutzung des Geländes mit der größten medialen Außenwirkung ist das Rockmusik-Festival Rock in den Ruinen zu nennen, das von 2011 bis 2013 jährlich dort stattfand.

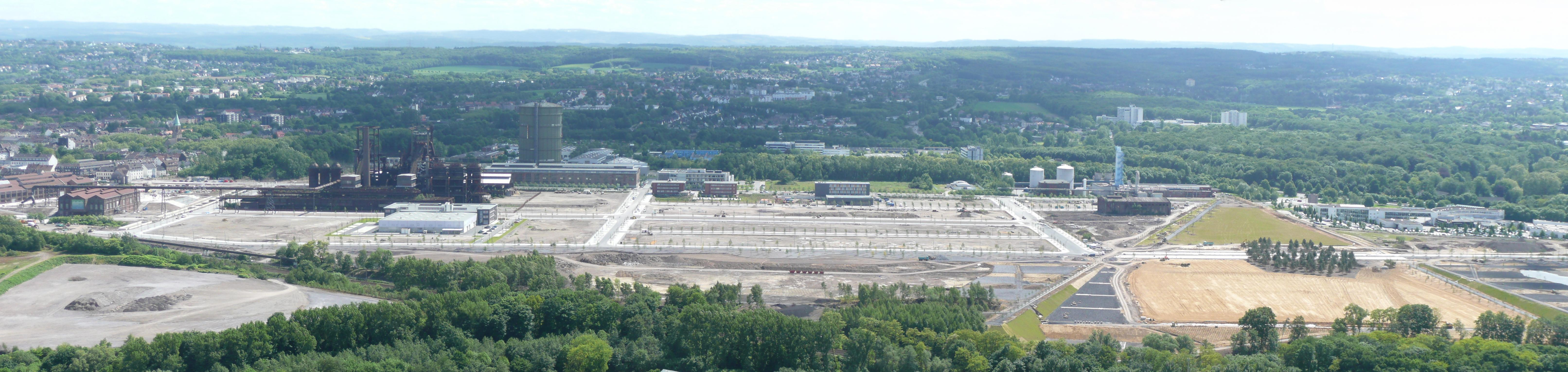
Phoenix-West
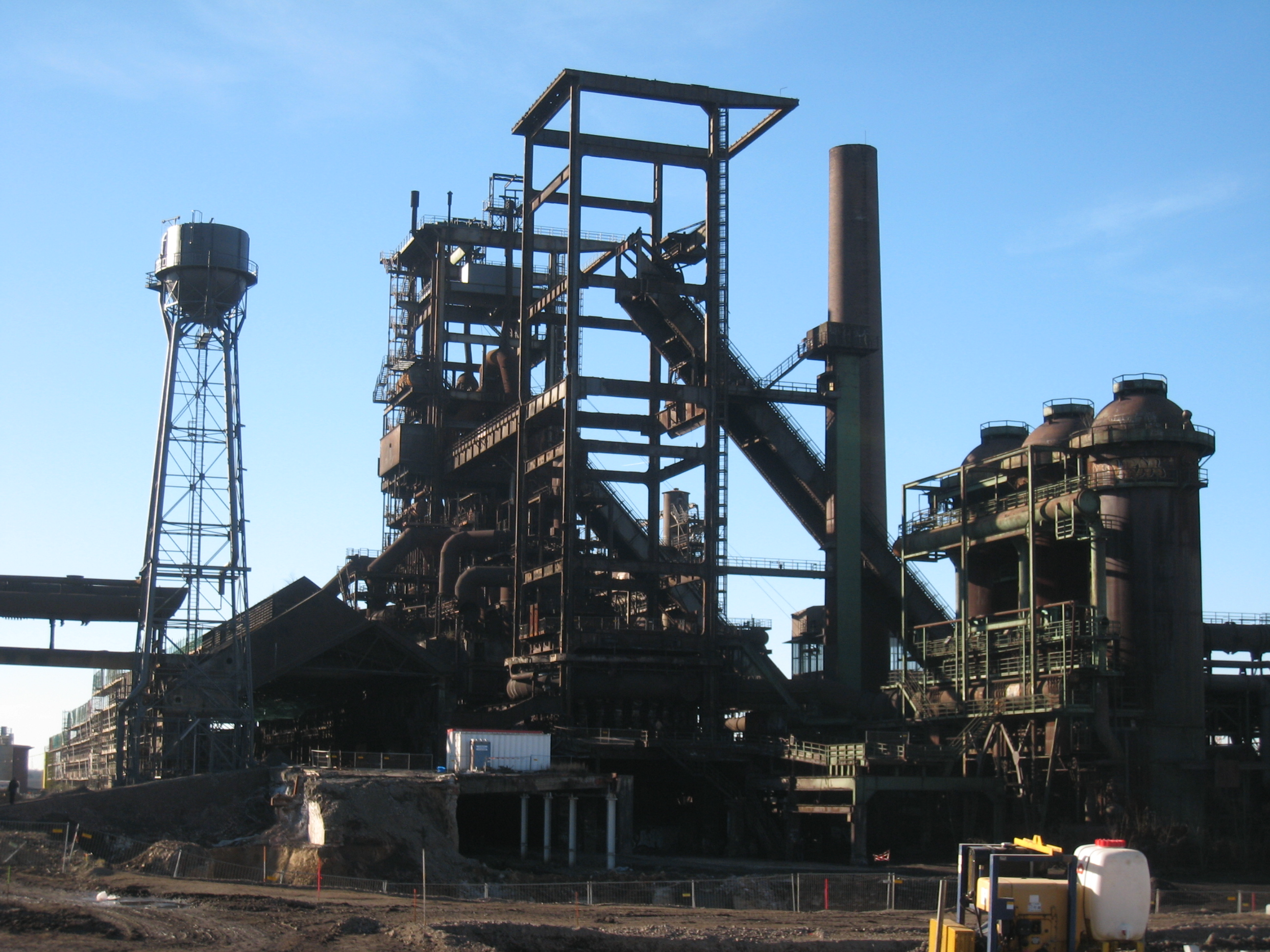
Reste der ehemals fünf Hochöfen auf Phoenix-West im Jahre 2008
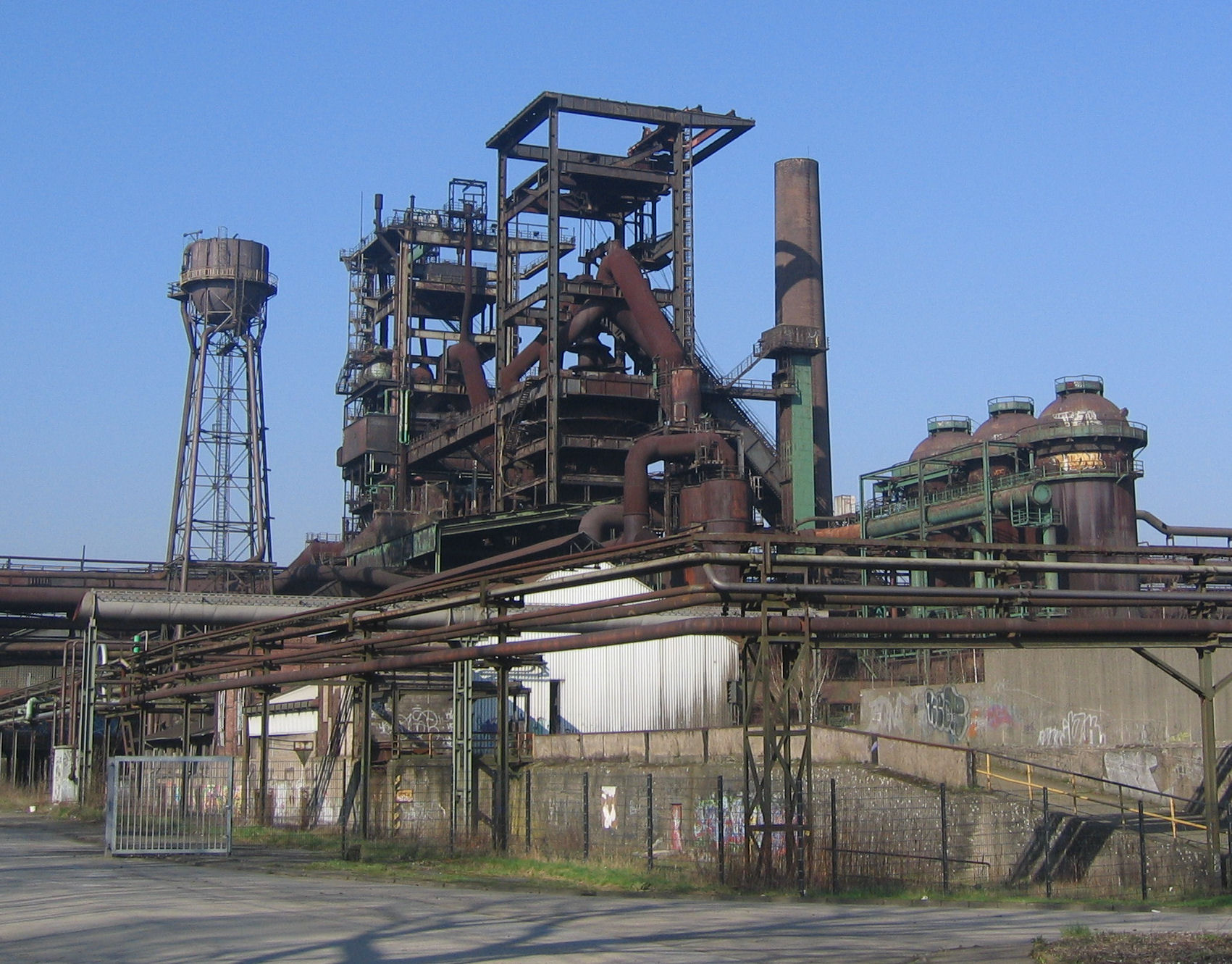
Industrieruine Hochofen Phoenix-West 2005
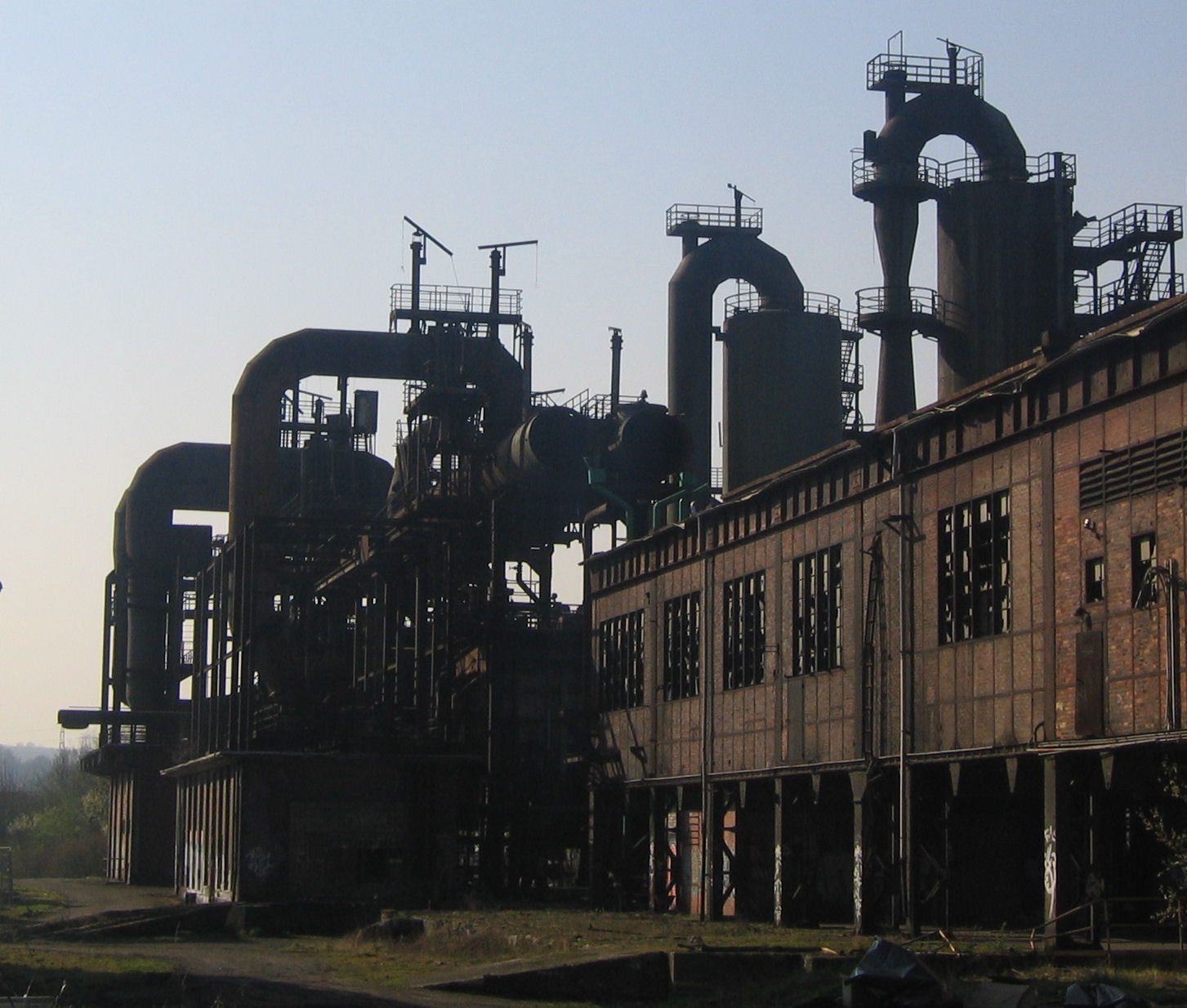
Ehemalige Anlagen auf Phoenix-West
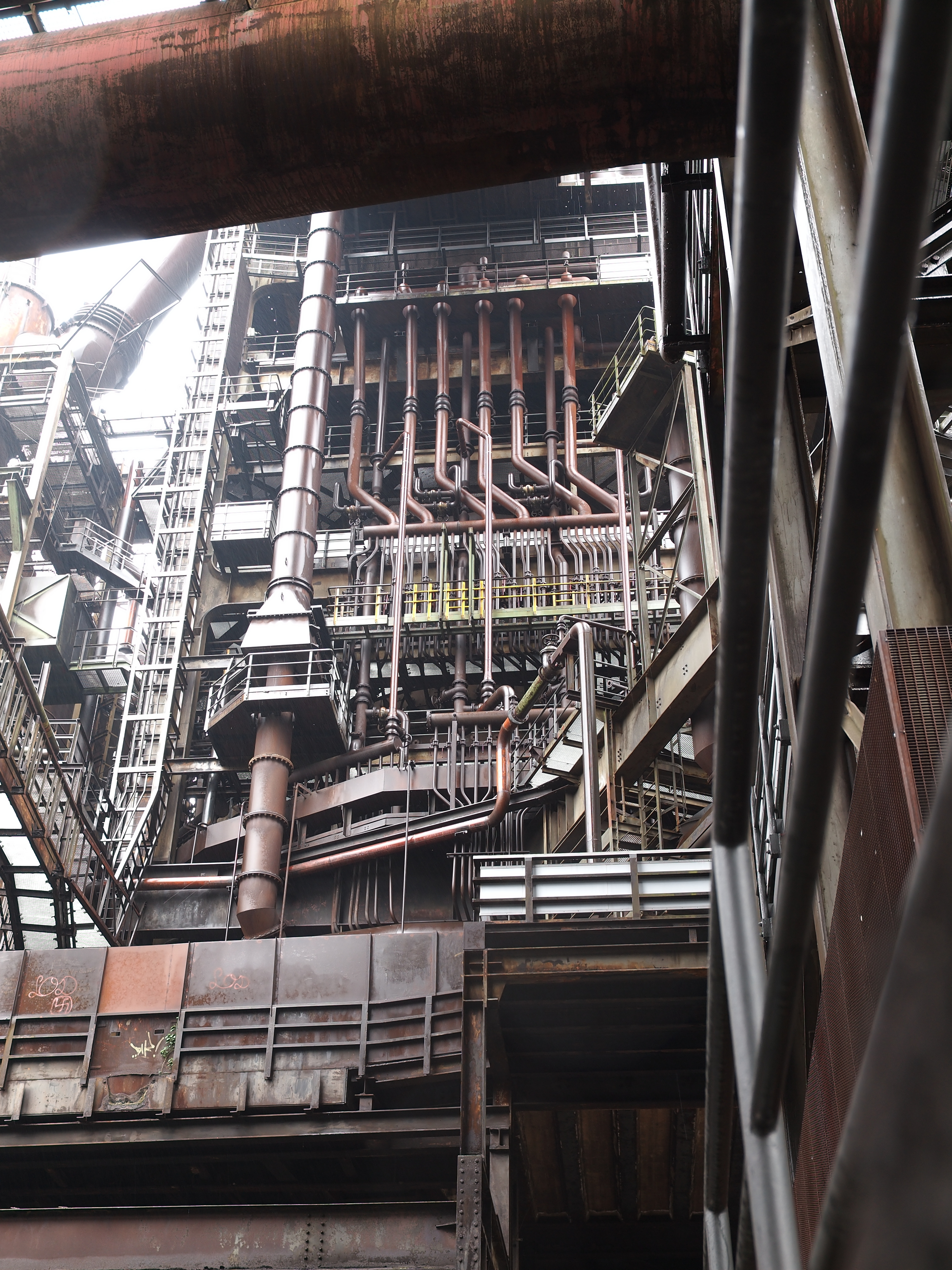
Phoenix West 2012
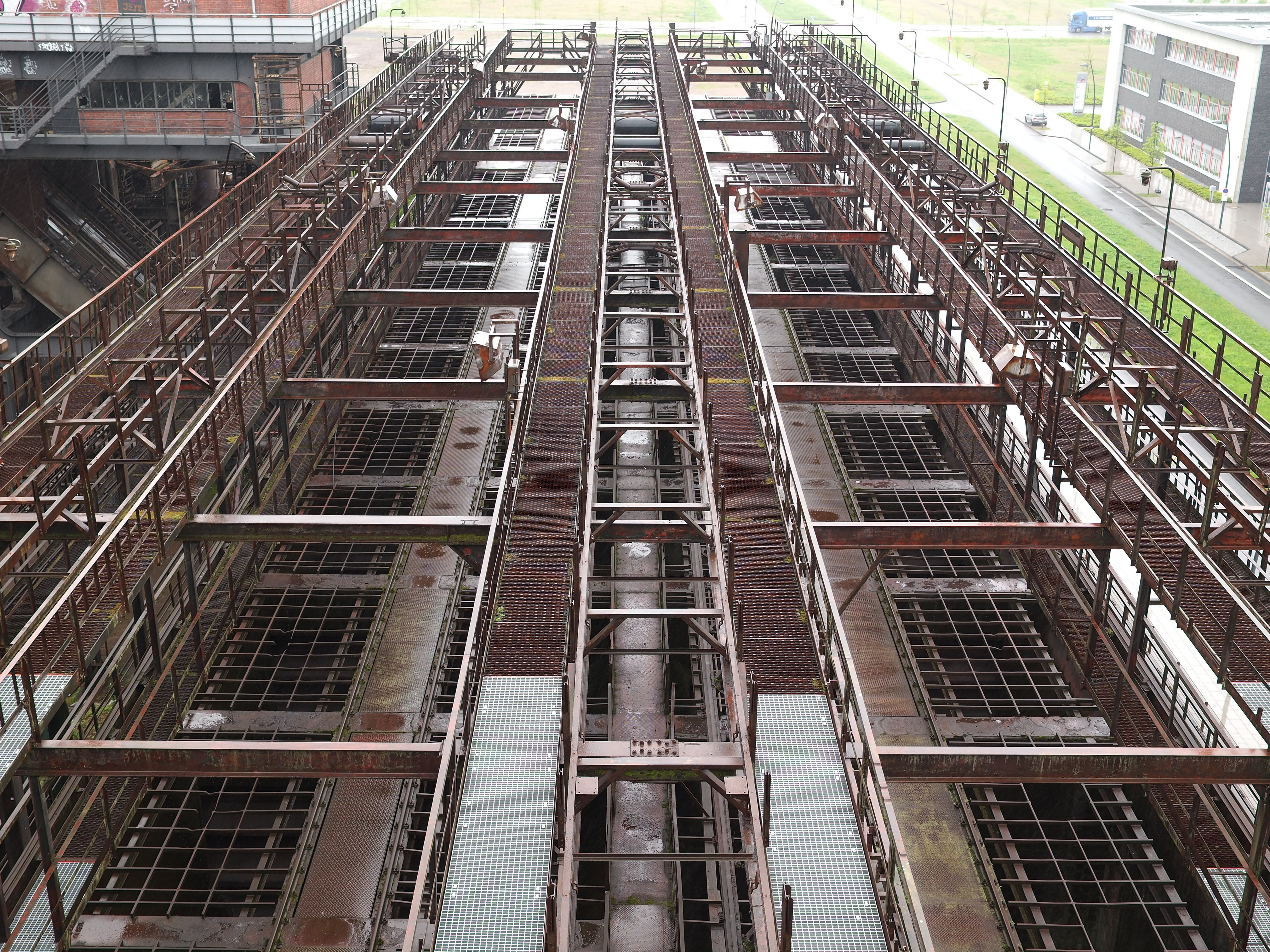
Erzbunker Phoenix West 2012
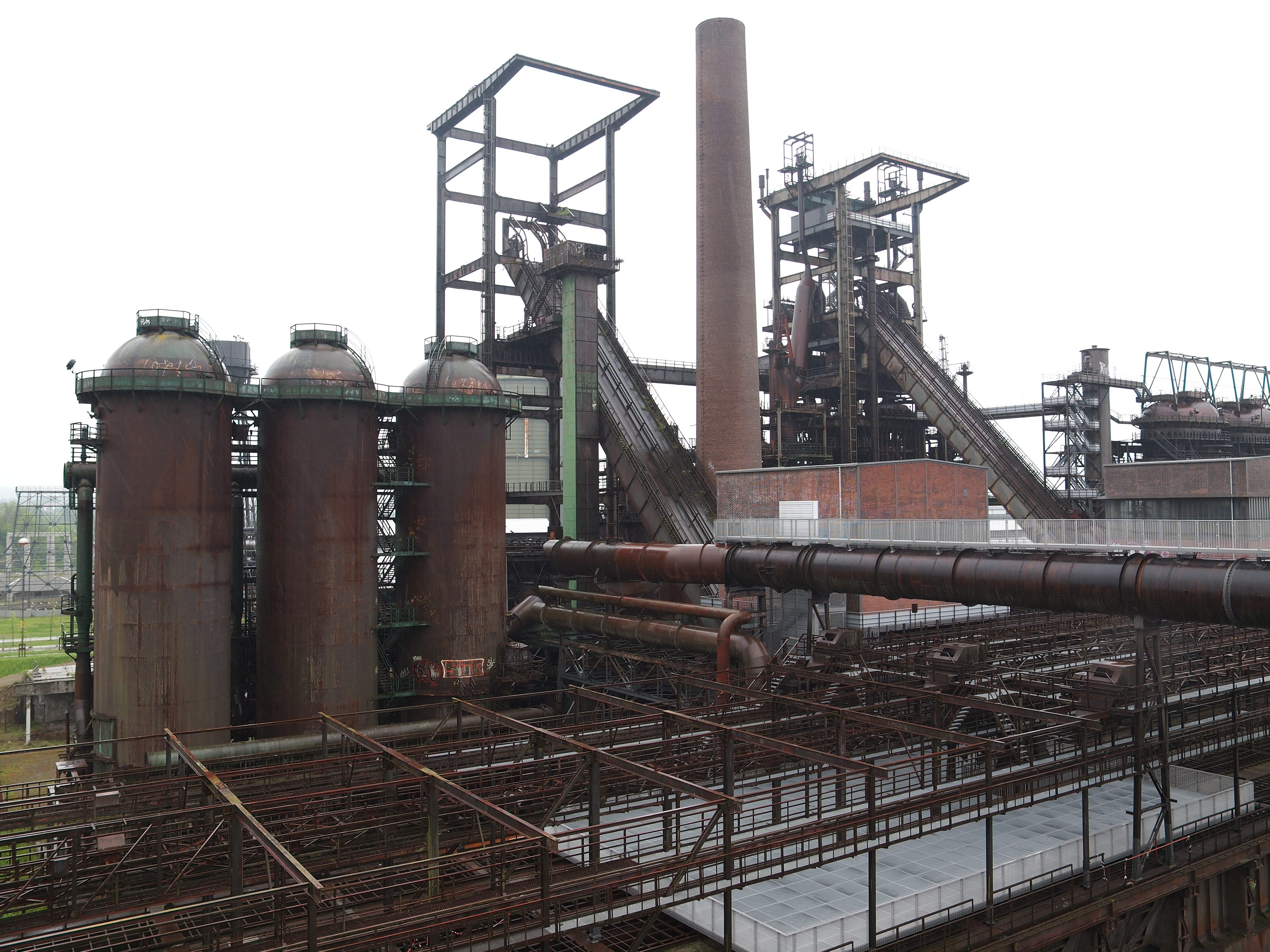
Gichtgasleitung mit Skywalk Phoenix West 2012
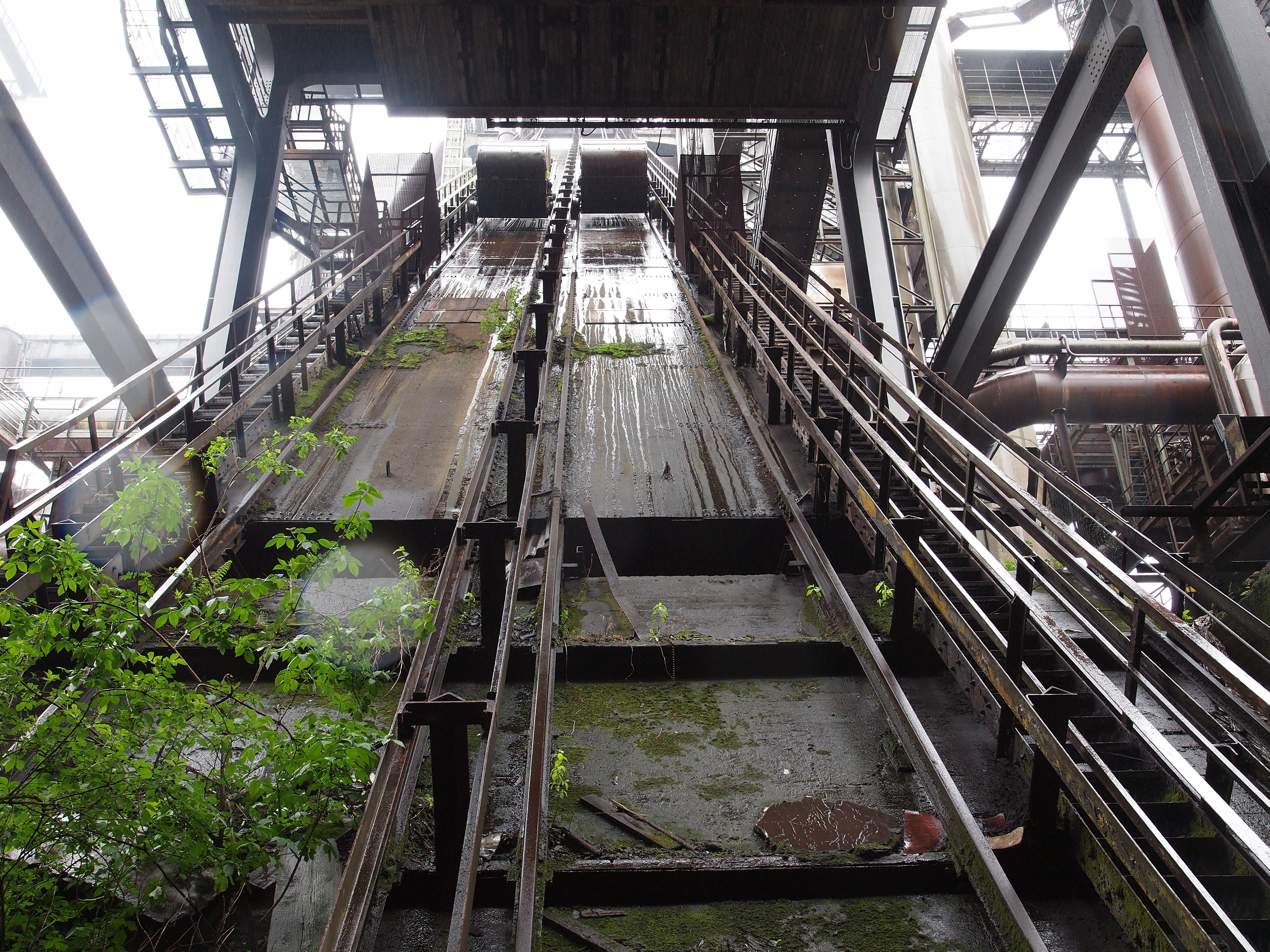
Mölleraufzug Phoenix West 2012
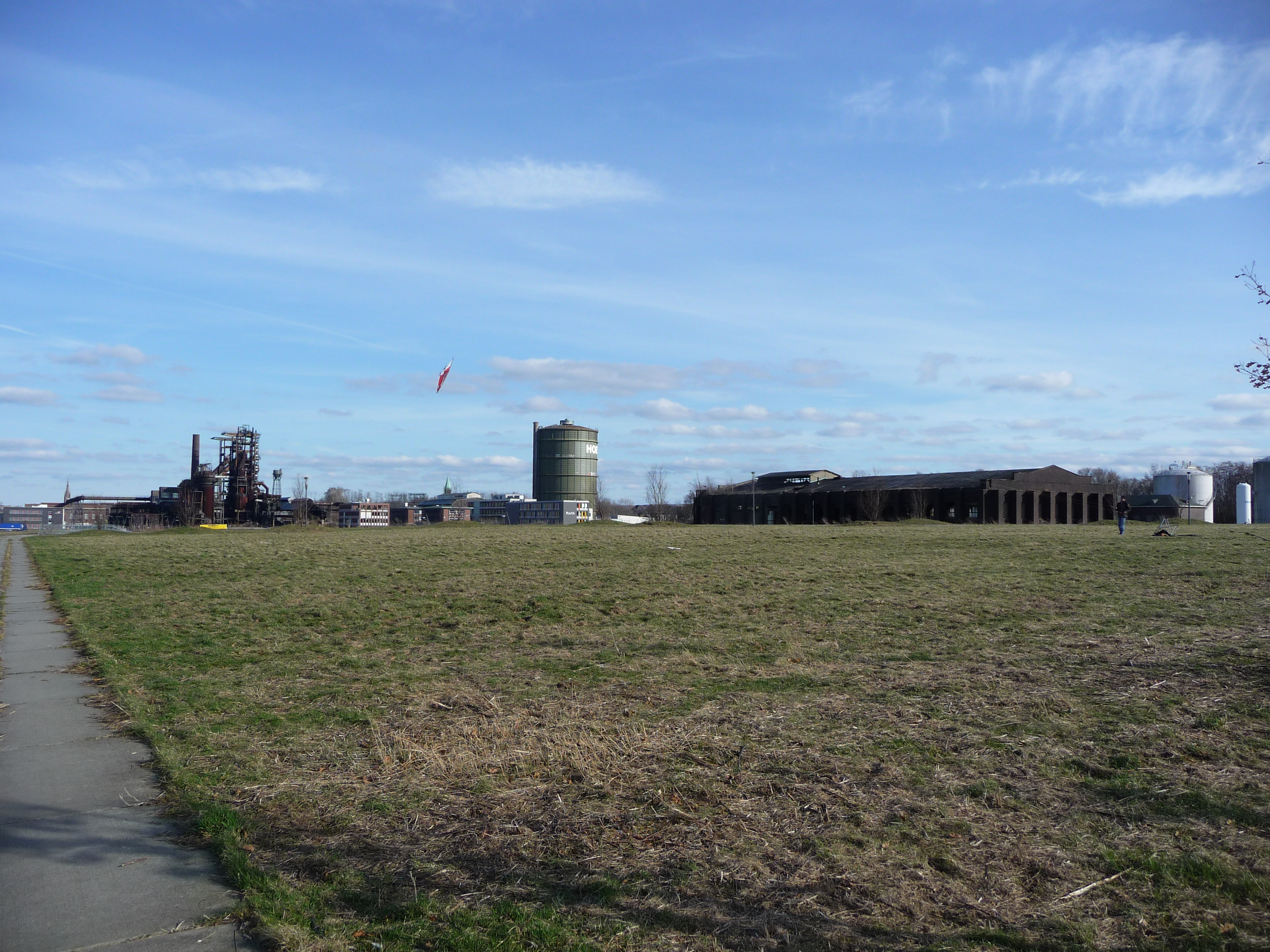
Blick auf Hochofen, Gasometer und die alte Lagerhalle auf Phoenix-West
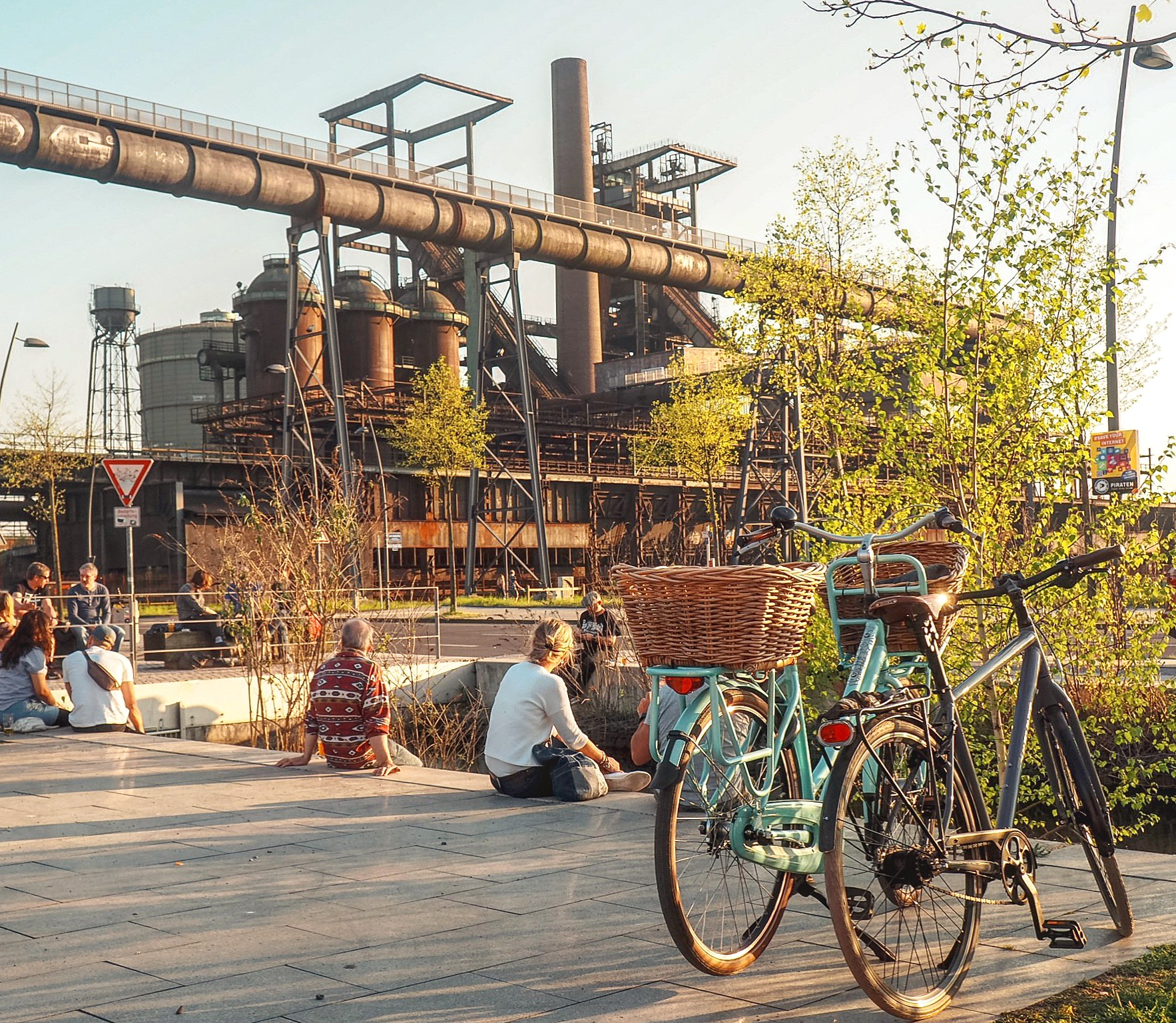
Phoenix-West
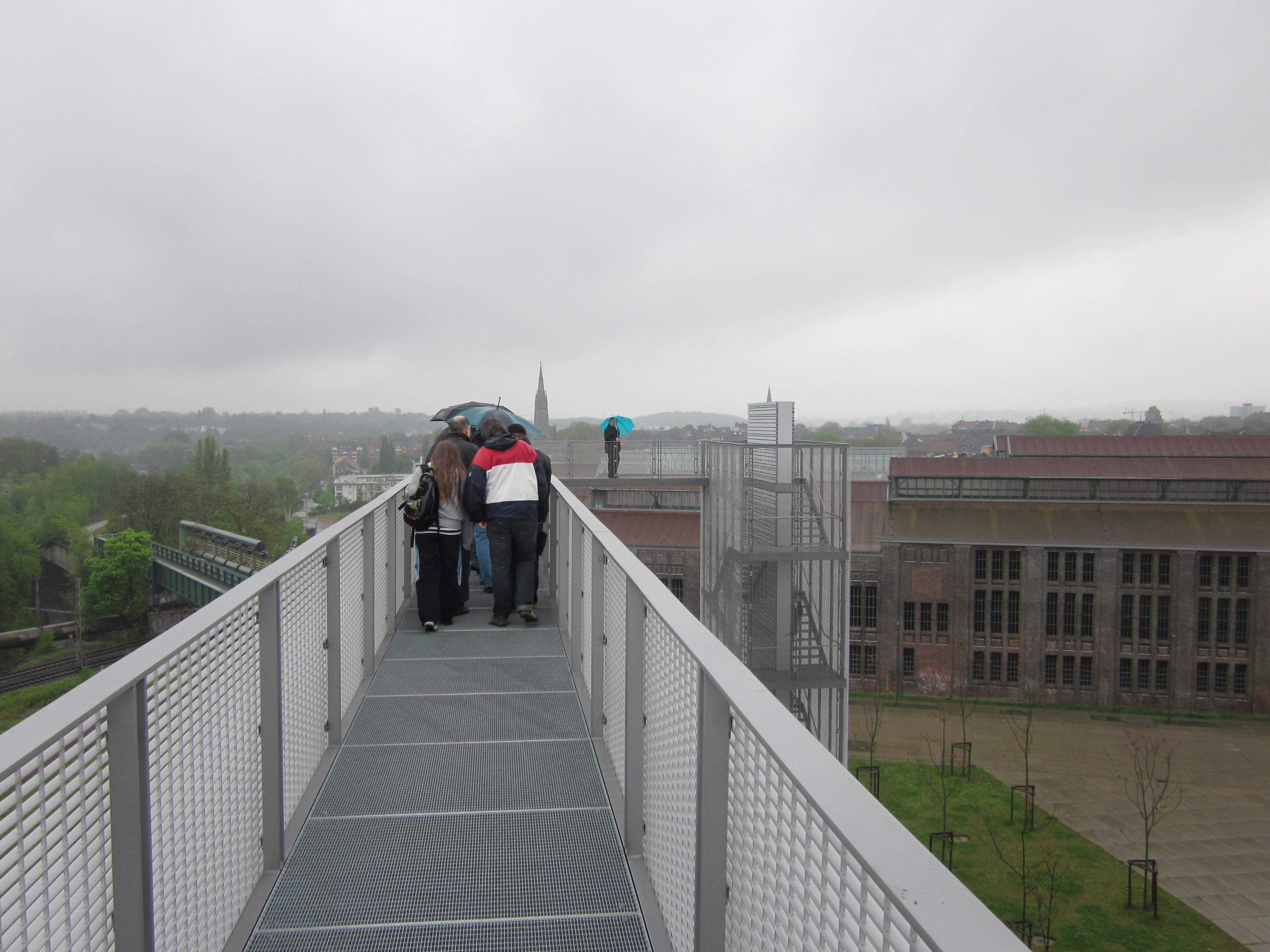
Skywalk Phoenix-West